# Pai Hu (sjö i Kina)
Pai Hu är en sjö i Kina. Den ligger i provinsen Hubei, i den centrala delen av landet, omkring 110 kilometer väster om provinshuvudstaden Wuhan. Pai Hu ligger 25 meter över havet. Trakten runt Pai Hu består huvudsakligen av våtmarker.
Genomsnittlig årsnederbörd är 1 462 millimeter. Den regnigaste månaden är maj, med i genomsnitt 197 mm nederbörd, och den torraste är december, med 25 mm nederbörd.